# Rugby Europe Championship 2023
El Rugby Europe Championship de 2023 fue la séptima edición bajo el nuevo formato del segundo torneo de rugby más importante de Europa después del Torneo de las Seis Naciones. El estadio Cívitas Nuevo Vivero de Badajoz acogerá la fase final del renovado Rugby Europe Championship. El domingo 19 de marzo, en el recinto extremeño se disputará el partido por el tercer y cuarto puesto y, al término del mismo, la gran final para conocer quién será el Campeón de Europa de 2023. Esta edición será la primera en la que se conozca al ganador en formato de playoff y para llegar a la mencionada final antes hay que superar una fase de grupos y unas semifinales.  El Cívitas Nuevo Vivero, casa del CD Badajoz tiene una capacidad de 15.000 espectadores.

## Fase de grupos
|  | Clasificados a las semifinales por el título.        |
|  | Clasificados a las semifinales por el quinto puesto. |

### Grupo A
| Pos. | Equipo       | Encuentros | Encuentros | Encuentros | Encuentros | Tantos  | Tantos    | Tantos     | Puntos Bonus | Puntos Totales |
| Pos. | Equipo       | jugados    | ganados    | empatados  | perdidos   | a favor | en contra | diferencia | Puntos Bonus | Puntos Totales |
| ---- | ------------ | ---------- | ---------- | ---------- | ---------- | ------- | --------- | ---------- | ------------ | -------------- |
| 1    | Georgia      | 3          | 3          | 0          | 0          | 156     | 23        | +133       | 3            | 15             |
| 2    | España       | 3          | 2          | 0          | 1          | 63      | 75        | -12        | 1            | 9              |
| 3    | Países Bajos | 3          | 1          | 0          | 2          | 61      | 97        | -36        | 0            | 4              |
| 4    | Alemania     | 3          | 0          | 0          | 3          | 55      | 140       | -85        | 1            | 1              |

#### Partidos grupo A
| 5 de febrero | España | 28 - 20 | Países Bajos |  |  |
|              |        | Reporte |              |  |  |

| 5 de febrero | Georgia | 75 - 12 | Alemania |  |  |
|              |         | Reporte |          |  |  |

| 11 de febrero | Países Bajos | 8 - 40  | Georgia |  |  |
|               |              | Reporte |         |  |  |

| 12 de febrero | Alemania | 14 - 32 | España |  |  |
|               |          | Reporte |        |  |  |

| 18 de febrero | Alemania | 29 - 33 | Países Bajos |  |  |
|               |          | Reporte |              |  |  |

| 18 de febrero | España | 3 - 41  | Georgia |  |  |
|               |        | Reporte |         |  |  |

### Grupo B
| Pos. | Equipo   | Encuentros | Encuentros | Encuentros | Encuentros | Tantos  | Tantos    | Tantos     | Puntos Bonus | Puntos Totales |
| Pos. | Equipo   | jugados    | ganados    | empatados  | perdidos   | a favor | en contra | diferencia | Puntos Bonus | Puntos Totales |
| ---- | -------- | ---------- | ---------- | ---------- | ---------- | ------- | --------- | ---------- | ------------ | -------------- |
| 1    | Portugal | 3          | 3          | 0          | 0          | 157     | 40        | +117       | 3            | 15             |
| 2    | Rumania  | 3          | 2          | 0          | 1          | 143     | 70        | +73        | 2            | 10             |
| 3    | Polonia  | 3          | 1          | 0          | 2          | 51      | 147       | -96        | 0            | 4              |
| 4    | Bélgica  | 3          | 0          | 0          | 3          | 37      | 131       | -94        | 1            | 1              |

#### Partidos grupo B
| 4 de febrero | Rumania | 67 - 27 | Polonia |  |  |
|              |         | Reporte |         |  |  |

| 4 de febrero | Portugal | 54 - 17 | Bélgica |  |  |
|              |          | Reporte |         |  |  |

| 11 de febrero | Polonia | 3 - 65  | Portugal |  |  |
|               |         | Reporte |          |  |  |

| 11 de febrero | Bélgica | 5 - 56  | Rumania |  |  |
|               |         | Reporte |         |  |  |

| 18 de febrero | Polonia | 21 - 15 | Bélgica |  |  |
|               |         | Reporte |         |  |  |

| 19 de febrero | Portugal | 38 - 20 | Rumania |  |  |
|               |          | Reporte |         |  |  |

## Fase final

### Zona de Bronce

#### Semifinales de bronce
| 4 de marzo | Países Bajos | 31 - 19 | Bélgica |  |  |

| 5 de marzo | Polonia | 18 - 23 | Alemania |  |  |

#### Séptimo puesto
| 19 de marzo | Bélgica | 18 - 17 | Polonia |  |  |

#### Quinto puesto
| 19 de marzo | Países Bajos | 50 - 28 | Alemania |  |  |

### Zona Campeonato

#### Semifinales
| 4 de marzo | Portugal | 27 - 10 | España |  |  |

| 5 de marzo | Georgia | 31 - 7 | Rumania |  |  |

#### Tercer puesto
| 19 de marzo | España | 25 - 31 | Rumania |  |  |

#### Final
| 19 de marzo | Portugal | 11 - 38 | Georgia |  |  |